# 道明尼天空商人多用途飛機
道明尼天空商人多用途飛機（英語：Dominion Skytrader）是一款由電影製片人拉里·馬坦斯基設計，並由位於英屬哥倫比亞省溫哥華的道明尼航空公司公司生產的短程起將多用途飛機。

## 發展
天空商人是一款採用傳統高翼、支柱支撐、採用固定三輪起落架的單翼機。該機著重於輕量運輸的快速以及方便性，因此機身橫截面為矩形，側面有大型裝載門，後部則有裝載坡道。飛機的尾翼在機身上半部，以便於上下貨，而主起落架安裝在機身側面的舷艙中，避免干涉到儲物空間。天空商人則預計能執行載客、貨運、行政運輸和水上轟炸等任務。
道明尼航空公司的總裁拉里·馬坦斯基同時也是該飛機的設計師。所有工程合約均分包給位於華盛頓州雷斯頓的一間製造廠，並將在溫哥華進行製造。原型機於1975年4月21日首飛。然而，事實證明，該機的銷量十分慘淡，直到1977年都只有兩份訂單。兩年後，為該計畫提供融資的銀行倒閉，道明尼航空公司破產。隔年，葛蘭特·馬昆(英語：Grant MacCoon)購買了原型機和生產計畫，並在1984年成立一家新公司-天空商人公司(英語：Skytrader Corporation)。
天空商人提出了針對早期版本的修改版本，稱為Skytrader ST1700或康尼斯多加(英語：Conestoga)。該版本擁有更長的機艙、T型尾翼、重新設計的機頭、機翼和起落架，並採用渦輪螺旋槳發動機。同時，該設計的迷你版本則稱為ST1400 通勤客機（Commuterliner）。同時除了載客和貨運版本外，天空商人還提出了軍用版本，分別為可運載26名士兵的逃避者(英語：和較小的偵察兵。偵察兵能夠運載12-15名士兵，並配備了2.75in空對地火箭。1987年，天空商人宣布與三井集團達成協議，提供 2050 萬美元資助 ST1700 的 FAA 認證以及 Scout 的初始生產。
三井的資金從未出現，隔年，Skytrader 與菲律賓政府和三星達成了聯合製作協議，但這些都沒有實現。 Skytrader 開發的最後一章是 Scout 參加美國陸軍情報收集飛機競賽。
1980年代末，美國南方司令部開始尋找具有短距起降，並能執行秘密任務的偵察機，該計畫稱為灰熊獵人(英語：Grizzly Hunter) 。
最終天空商人和麥道直升機公司的聯合開發的偵察兵，獲得灰熊獵人的訂單，並命名為UV-23。而偵察兵相較於原始的天空商人，具有相當大的改動，包括機翼的改動以及新的螺旋槳和變速箱，以降低飛機的紅外線和噪音特徵。
然而，在UV-23開始量產之前，「灰熊獵人」被取消，並被RC-7取代。由於美國陸軍訂單的取消，天空商人宣布破產，雖然仍打算繼續運營，但於1989年8月被清算。[而原型機最終被遺棄在馬里蘭州黑格斯敦的黑格斯敦地區機場，引擎已被拆除。

## 型號
Skytrader 800
道明尼航空公司製造的原型機，共1架
ST-1700
800的升級版本，包括改採用普惠PT6發動機以及機身設計變更，未建造
偵察兵(Scout)
軍用版本的ST-1700,美國陸軍命名為UV-23

### 註記
1. ↑  @55%動力

### 參照
1. ↑  Taylor 1976, pp. 276–277.
2. ↑  Taylor 1978, pp. 288–289.
3. 1 2  "Dominion Aircraft Corporation Limited." Canadian Wings, June–July 1971, p. 9.
4. ↑  Borch, Fred L. and Robert F. Dorr. "Lone UV-23 was designed for intelligence missions". Army Times, 15 January 2007, p. 52.
5. ↑  Cox, Fletcher. "Pennsylvania party". 的存檔，存档日期2011-05-20. Flight International, 3 July 1975, p. 10. Retrieved: 24 August 2017.
6. ↑  Taylor 1989, p. 326.
7. ↑  "Skytrader spotlight". 的存檔，存档日期2011-05-20. Flight International, 17 July 1975, p. 75. Retrieved: 24 August 2017.
8. ↑  "Skytrader flies turboprop UV-23". 的存檔，存档日期2011-05-20. Flight International, 4 March 1989, p. 13. Retrieved: 24 August 2017.
9. ↑  "Skytrader Scout Stol sale in balance". 的存檔，存档日期2011-05-20. Flight International, 15 October 1988, p. 14. Retrieved: 24 August 2017.
10. ↑  "Skytrader Bankruptcy." Air Progress, August 1989, p. 25.
11. ↑  "Hagerstown V-23A Decays". Aeroplane, February 2007, p. 9.

### 書目
- Taylor, John W.R.  Jane's All the World's Aircraft 1976–77. London: Jane's Yearbooks, 1976. ISBN 0-354-00538-3.
- Taylor, John W.R. Jane's All the World's Aircraft 1977–78. London: Jane's Yearbooks, 1978. ISBN 978-0-5310-3278-7.
- Taylor, Michael J. H. Jane's Encyclopedia of Aviation. London: Studio Editions, 1989.  ISBN 0-7106-0710-5.

## 外部連結
- https://www.grantpistonrings.com/pages/our-history.html （页面存档备份，存于）
- https://www.imdb.com/name/nm0558101/ （页面存档备份，存于）
- UV-23; Global Security.org's description （页面存档备份，存于）